# Schlangenadler (Gattung)

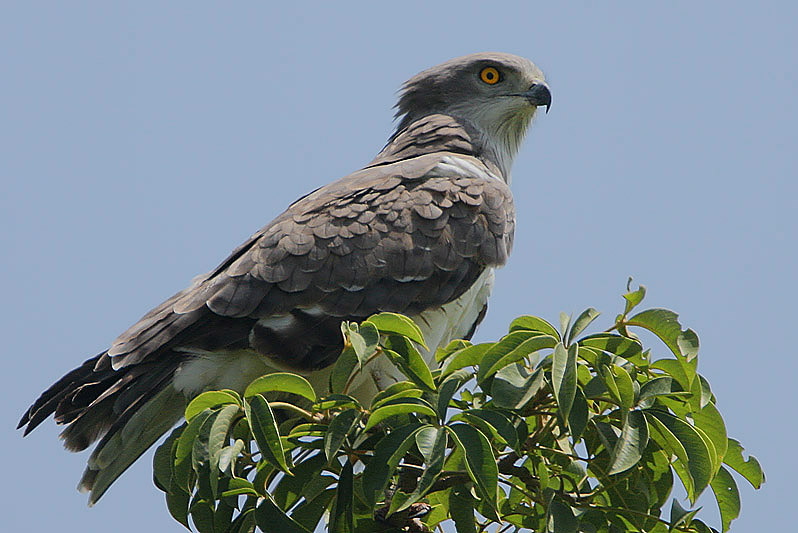
Beaudouin-Schlangenadler nahe Kampanti, Gambia

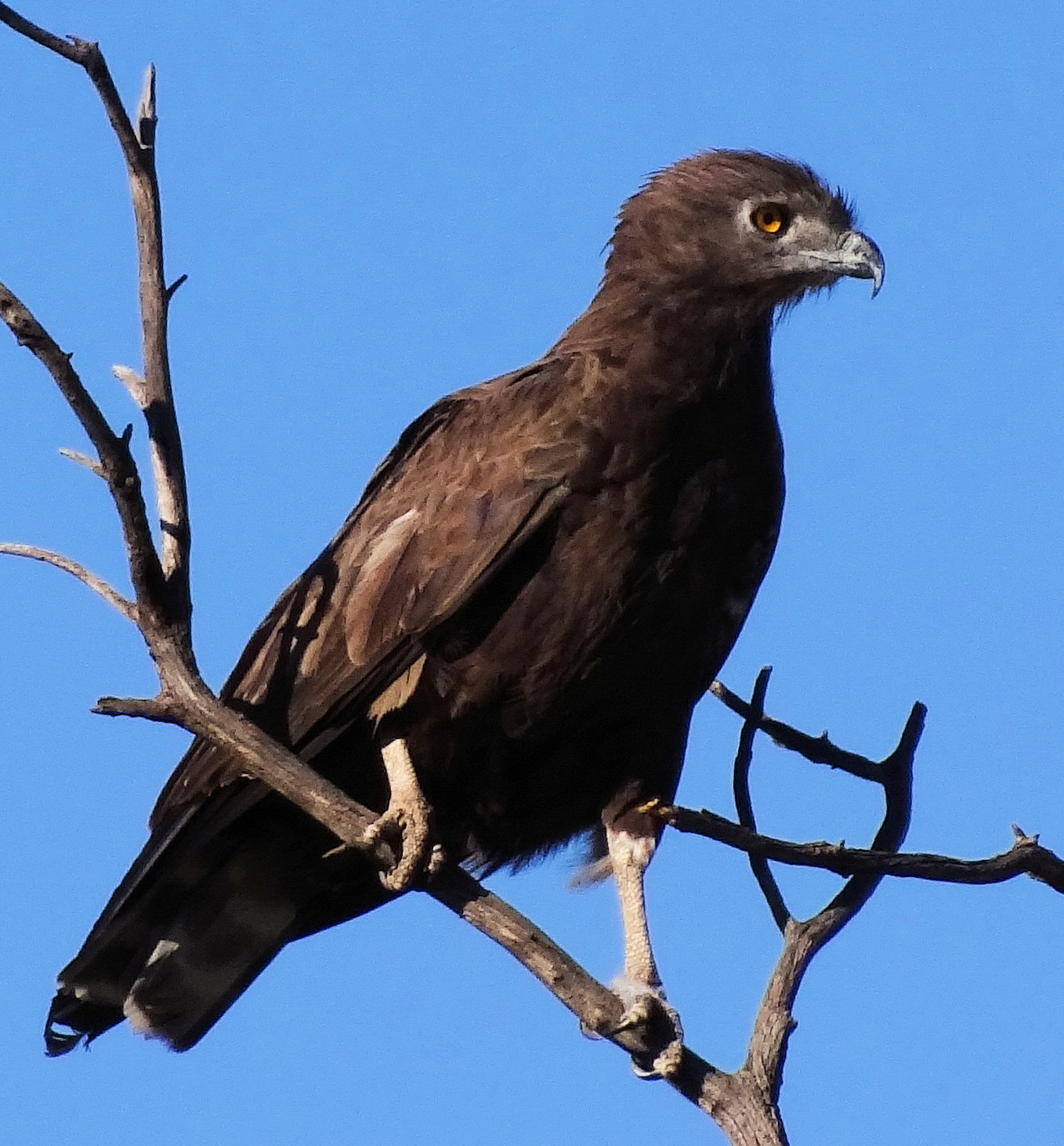
Einfarb-Schlangenadler in der Masai Mara, Kenia

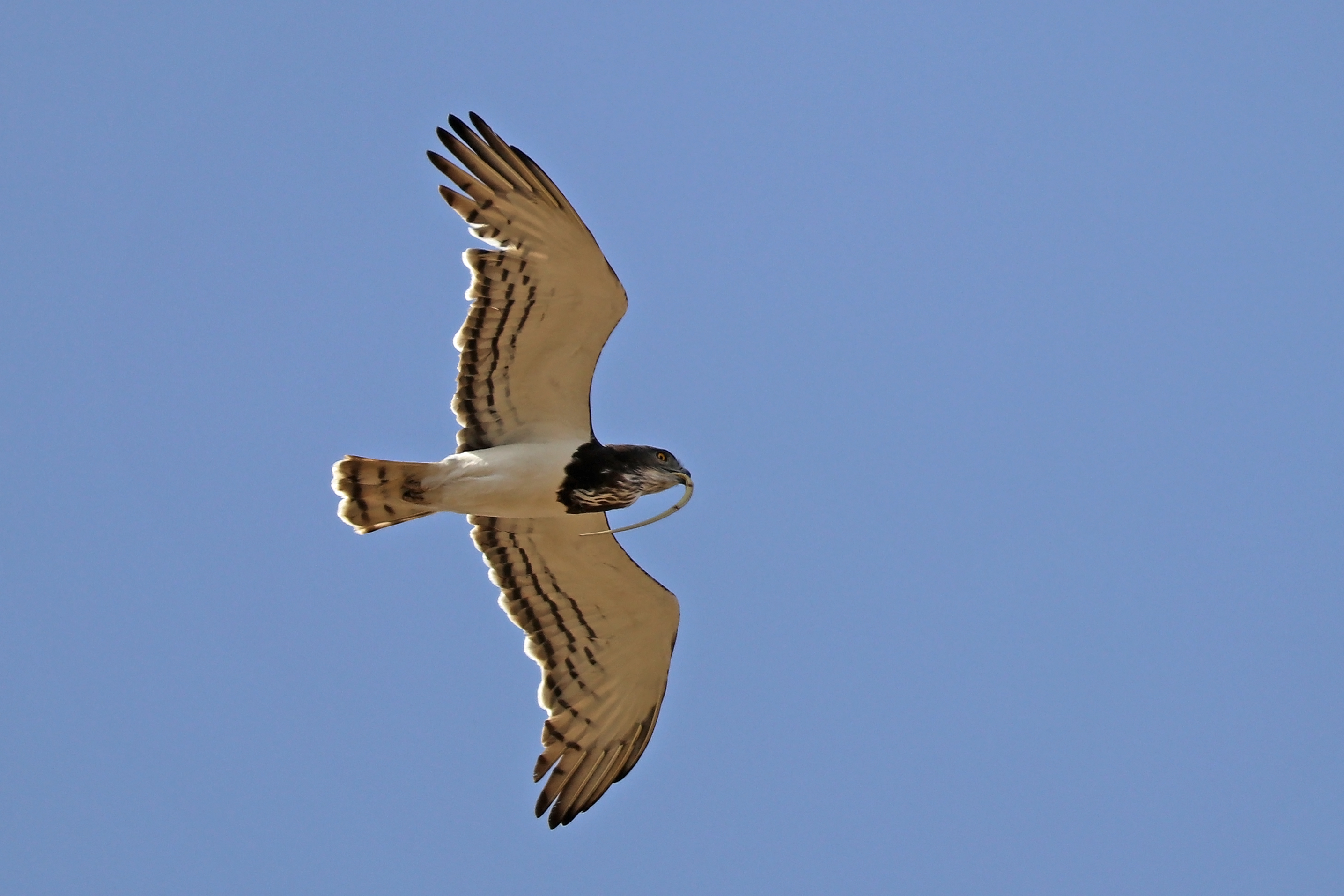
Schwarzbrust-Schlangenadler in der Luft, aus dem Schnabel hängt der Schwanz einer Schlange. Awash-Nationalpark, Äthiopien

Die Schlangenadler (Circaetus) sind eine Gattung aus der Unterfamilie der Circaetinae innerhalb der Familie der Habichtartigen (Accipitridae), bestehend aus sechs, meist mittelgroßen Arten, die mit Ausnahme des (Gewöhnlichen) Schlangenadlers, der auch in Europa und Zentralasien verbreitet ist, nur in Subsahara-Afrika vorkommen.
Der Gattungsname Circaetus leitet sich ab von altgriechisch kirkos (=eine Art Habicht) und aetos (=Adler).

## Merkmale
Alle Vertreter der Schlangenadler haben einen recht großen Kopf mit einem gerade sitzenden Schnabel, dessen Wachshaut mit Haaren bedeckt ist, außerdem verfügen sie über breite Flügel, ein netzförmiges Muster am Rückfuß und relativ kurze Zehen.

## Verbreitung
Schlangenadler kommen in Afrika südlich der Sahara vor. Die Nordgrenze des Verbreitungsgebiets einiger Arten verläuft vom Senegal über den Sudan nach Äthiopien, nach Süden hin sind sie bis nach Südafrika verbreitet. Diese Arten sind Standvögel.
Nur der (Gewöhnliche) Schlangenadler brütet auch in Europa und Zentralasien und ist ein Zugvogel, der im Winter nach Subsahara-Afrika oder Südostasien zieht.

## Lebensweise
Schlangenadler jagen hauptsächlich nach Schlangen, anderen Reptilien und kleinen Säugetieren. Dabei nutzen sie entweder eine Ansitzwarte, oder sie segeln in großer Höhe, wobei ihre Augen den Boden nach Beute absuchen. Ihre Jagdgründe liegen in allen Arten von offenem Land, zum Brüten benötigen sie jedoch große Bäume, in denen die Nester aus Ästen und Blättern erbaut werden. Das einzelne Ei wird knapp 50 Tage ausgebrütet. Nach etwa 10 Wochen wird das Junge flügge und verlässt das Nest.

## Arten
Folgende sechs rezente Arten gehören zur Gattung Circaetus:
- Bandschlangenadler (Circaetus cinerascens von Muller, JW, 1851)
- Beaudouin-Schlangenadler (Circaetus beaudouini Verreaux & Des Murs, 1862)
- Einfarb-Schlangenadler (Circaetus cinereus Vieillot, 1818)
- Graubrust-Schlangenadler (Circaetus fasciolatus Kaup, 1847)
- Schlangenadler (Circaetus gallicus (Gmelin, 1788))
- Schwarzbrust-Schlangenadler (Circaetus pectoralis Smith, A, 1829)

## Fossile Funde
- Circaetus rhodopensis (spätes Miozän Bulgariens)[5]
- Circaetus haemusensis (frühes Pleistozän Bulgariens)[6]

## Gefährdung
Durch die menschliche Zerstörung der Lebensräume nehmen die Populationszahlen der meisten der sechs Arten derzeit ab, nur die des (Gewöhnlichen) Schlangenadlers bleiben stabil. Infolgedessen ist Circaetus fasciolatus in der Roten Liste der IUCN als potenziell gefährdet (Near Threatened) gekennzeichnet, Circaetus beaudouini sogar als gefährdet (Vulnerable).